# Sonics Floorball Amersfoort
Sonics Floorball Amersfoort, kurz Sonics, ist ein niederländischer Floorballverein aus Amsterdam. Der Verein wurde 2007 als Floorball/Unihockey Association Amersfoort gegründet. Die erste Herrenmannschaft sowie die erste Damenmannschaft der Sonics spielen beide in der Eredivisie, der höchsten Spielklasse des Landes. Daneben spielen weitere Teams in den unteren Spielklassen.
Die Herren wurden 2003 und 2004 zweimal Meister, konnten im Anschluss jedoch keine weiteren Titel mehr erringen. Deutlich erfolgreicher waren die Damen, die neben drei Meistertiteln (zuletzt 2022) auch sieben Pokalsiege erringen konnten.

## Erfolge

### Herren
Großfeld:
- Meister (2): 2003, 2004

### Damen
- Meister (3): 2009, 2013, 2022
- Pokalsieger (7): 2009, 2012, 2014, 2016, 2018, 2022, 2024